# Teletransmisja światłowodowa
Teletransmisja światłowodowa - technika przesyłania informacji na odległość przy użyciu światłowodów. 
Jako źródła światła w światłowodowej teletransmisji wykorzystywane są lasery półprzewodnikowe lub diody elektroluminescencyjne, a jako detektory - fotodiody. Teletransmisję światłowodową cechuje duża przepływność. Pierwsze łącze światłowodowe uruchomiono w Polsce 1979.